# Cholsey
Cholsey è un villaggio e una parrocchia civile dell'Inghilterra situato nell'area sud-orientale della contea dell'Oxfordshire. L'abitato è situato a circa 3 km a sud-ovest di Wallingford alle propaggini settentrionali delle colline Chilterns.

## Storia
L'antica via preromana Icknield Way attraversava il territorio dell'attuale Cholsey.
Il principale monumento del villaggio è la chiesa di St Mary situata alla periferia settentrionale. Fu fondata come chiesa di una abbazia nel 986 dal re Etelredo II d'Inghilterra ed  è menzionata nel Domesday Book del 1086. Fu sostanzialmente ricostruita tra il 1150 e il 1170 e restaurata nel periodo vittoriano tra il 1847 e il 1877.
Nel suo cimitero  è seppellita la scrittrice Agatha Christie, che morì che nella vicina Winterbrook House nel 1976, ed il marito l'archeologo Max Mallowan deceduto due anni dopo.

## Infrastrutture e trasporti
Cholsey ha una stazione ferroviaria sulla linea della First Great Western che da London Paddington si spinge nel Galles meridionale. Fino al 1981 Cholsey era collegata a Wallingford da una linea ferroviaria. A seguito della sua chiusura la linea dismessa fu acquistata da privati e riaperta al pubblico a scopi turistici nel 1994 utilizzando motrici a vapore.